# Pemthang Karpo Ri
Der Pemthang Karpo Ri (auch Ramthang Karpo Ri oder Dôme Blanc) befindet sich in einer Bergkette des Jugal Himal im Zentral-Himalaya östlich des Flusstals des Langtang Khola an der Grenze zwischen der nepalesischen Verwaltungszone Bagmati und dem autonomen Gebiet Tibet (China).
Der 6830 m hohe Berg liegt im äußersten Osten des Langtang-Nationalparks. Der Achttausender Shishapangma liegt 12 km  nordnordöstlich. Ein Berggrat führt nach Norden zum 6742 m hohen Pemthang Ri. Im Süden führt der Grat zum 6889 m hohen Gurkarpo Ri. An der Westflanke des Pemthang Karpo Ri verläuft der Langshisagletscher nach Südwesten. Entlang der Ostflanke strömt der Nyanang-Phu-Gletscher in südöstlicher Richtung.

## Besteigungsgeschichte
Am 14. Mai 1955 bestieg der Schweizer Raymond Lambert gemeinsam mit den vier Sherpas Angorbu, Kamitsering, Pasang und Pemba Gyaltzen den Gipfel von Westen her.